# Kroatiens fodboldlandshold
Kroatiens fodboldlandshold (kroatisk: Hrvatska nogometna reprezentacija) er det nationale fodboldhold i Kroatien, og landsholdet bliver administreret af Hrvatski nogometni savez. Holdet har deltaget fem gange i VM og fem gange i EM. Holdets bedste slutrunde var VM i fodbold 2018, hvor det blev til sølv. Hjemmebanen er Stadion Maksimir i Zagreb.

## Historie
Efter at Kroatien indledte sin løsrivelse fra Jugoslavien i starten af 1990'erne, kulminerende med landets borgerkrig, opnåede Kroatiens fodboldforbund optagelse i FIFA i 1992. Holdet blev dog ikke anerkendt til at deltage i kvalifikationen til VM i 1994, og landets første kvalikationsturnering var til EM i 1996. 
I 96-kvalifikationen var Kroatien i pulje med blandt andet Italien og Ukraine, og sluttede som gruppevinder, hvilket gav holdet billetten til slutrunden i England. Her kom landet i pulje med Danmark, Portugal, og Tyrkiet, og sluttede som toer i gruppen, blandt andet efter en 3-0 sejr over Danmark. I kvartfinalen blev holdet besejret af turneringens senere vindere fra Tyskland.
Kroaterne kvalificerede sig efter playoff-kampe også til VM i 1998, hvor holdet dengang opnåede sit største resultat. Efter at være gået videre fra en indledende pulje med Jamaica, Japan og Argentina, besejrede man Rumænien i 1/8-finalen. I kvartfinalen stod kroaterne igen overfor Tyskland, og efter en fremragende kamp vandt holdet 3-0, blandt andet på mål af turneringens senere topscorer Davor Šuker. I semifinalen stod holdet over for de franske værter og kom efter en målløs første halvleg foran kort efter pausen. To mål af forsvarsspilleren Lilian Thuram betød dog, at Kroatien missede finalekampen og måtte spille om bronzemedaljen. Her vandt kroaterne bronzekampen over Holland og vandt dermed deres første medalje nogensinde.
Kroaterne fik med en tredjeplads i sin kvalifikationspulje ikke kvalificeret sig til EM i 2000, men var ved VM i 2002 igen tilbage i det gode selskab. Her kunne holdet dog ikke præstere på samme niveau som ved det foregående VM, og måtte forlade turneringen efter det indledende gruppespil, efter nederlag til både Ecuador og Mexico. Heller ikke ved EM i 2004 blev det til avancement fra gruppespillet, men i modsætning til de øvrige ex-jugoslaviske nationer havde kroaterne formået at bide sig fast med hensyn til kvalifikation til slutrunder.
Ved VM i 2006 kom kroaterne i pulje med Brasilien, Japan og Australien, men måtte igen se sig slået ud, efter skuffende kun at have fået to point ud af de tre kampe. Herefter skiftede forbundet træner, og ansatte den tidligere landsholdsspiller Slaven Bilić som ny ansvarshavende for holdet. Under dennes ledelse kom holdet med til EM i 2008, hvor man efter blandt andet at have besejret Tyskland gik videre til kvartfinalen. Her var man få sekunder før slutfløjtet foran mod Tyrkiet, men måtte til slut se sig besejret efter straffesparkskonkurrence.
Kroatien missede for første gang siden år 2000 en slutrunde, da holdet ikke fik kvalificeret sig til VM i 2010. I kvalifikationspuljen blev holdet distanceret af såvel England som Ukraine.
Kroatiens største resultat kom dog ved VM i fodbold 2018. Her vandt kroaterne suverænt deres gruppe foran Argentina, Nigeria og Island, hvor holdet vandt alle deres kampe og fik dermed 9 point. I 1/8-finalen slog kroaterne Danmark, og i 1/4-finalen slog de værtsnationen Rusland - begge kampe efter forlænget spilletid og straffesparkskonkurrence. I semifinalen stod de så overfor England, og efter at være kommet bagud efter blot 5 minutter, fik Ivan Perišić og Mario Mandžukić vendt kampen på hovedet til 2-1, og Kroatien kunne dermed sikre sig landets første VM-finale nogensinde. I finalen stod de overfor Frankrig, som de også tabte til i semifinalen tilbage ved VM 1998. På trods af at Perišić fik reduceret til 1-1, måtte landet dog se sig slået 2-4 af franskmændene, og Kroatien måtte derfor nøjes med landets første sølvmedalje. 

## Turneringsoversigt

### Europamesterskaberne
| År   | Værtsland         | Kroatiens placering |
| ---- | ----------------- | ------------------- |
| 1996 | England           | Kvartfinale         |
| 2000 | Belgien & Holland | Ikke kvalificeret   |
| 2004 | Portugal          | Indledende runde    |
| 2008 | Østrig & Schweiz  | Kvartfinale         |
| 2012 | Polen & Ukraine   | Indledende runde    |
| 2016 | Frankrig          | 1/8-dels finale     |
| 2020 | Europa            | 1/8-dels finale     |
| 2024 | Tyskland          | Indledende runde    |

### Verdensmesterskaberne
| År   | Værtsland        | Kroatiens placering |
| ---- | ---------------- | ------------------- |
| 1998 | Frankrig         | Bronze              |
| 2002 | Sydkorea & Japan | Indledende runde    |
| 2006 | Tyskland         | Indledende runde    |
| 2010 | Sydafrika        | Ikke kvalificeret   |
| 2014 | Brasilien        | Indledende runde    |
| 2018 | Rusland          | Sølv                |
| 2022 | Qatar            | Bronze              |

### Olympiske lege
| År   | Værtsby                   | Kroatiens placering |
| ---- | ------------------------- | ------------------- |
| 1996 | Atlanta, USA              | Ikke kvalificeret   |
| 2000 | Sydney, Australien        | Ikke kvalificeret   |
| 2004 | Athen, Grækenland         | Ikke kvalificeret   |
| 2008 | Beijing, Kina             | Ikke kvalificeret   |
| 2012 | London, Storbritannien    | Ikke kvalificeret   |
| 2016 | Rio de Janeiro, Brasilien | Ikke kvalificeret   |
| 2020 | Tokyo, Japan              | Ikke kvalificeret   |
| 2024 | Paris, Frankrig           | Ikke kvalificeret   |

### FIFA Confederations Cup
| År   | Værtsland        | Kroatiens placering |
| ---- | ---------------- | ------------------- |
| 1992 | Saudi-Arabien    | Ikke kvalificeret   |
| 1995 | Saudi-Arabien    | Ikke kvalificeret   |
| 1997 | Saudi-Arabien    | Ikke kvalificeret   |
| 1999 | Mexico           | Ikke kvalificeret   |
| 2001 | Sydkorea & Japan | Ikke kvalificeret   |
| 2003 | Frankrig         | Ikke kvalificeret   |
| 2005 | Tyskland         | Ikke kvalificeret   |
| 2009 | Sydafrika        | Ikke kvalificeret   |
| 2013 | Brasilien        | Ikke kvalificeret   |
| 2017 | Rusland          | Ikke kvalificeret   |